# Kaysersberg Vignoble
Kaysersberg Vignoble [kaizəʁsbɛʁɡ viɲɔbl]  est, depuis le 1er janvier 2016, une commune nouvelle française regroupant les anciennes communes de Kaysersberg, Kientzheim et Sigolsheim. Elle est située dans la circonscription administrative du Haut-Rhin et, depuis le 1er janvier 2021, dans le territoire de la Collectivité européenne d'Alsace, en région Grand Est.
Cette petite ville de 4 660 habitants se trouve dans la région historique et culturelle d'Alsace.

## Géographie

### Localisation
La ville est située au débouché de la vallée de la Weiss dans la plaine d'Alsace, à l'entrée des vallées de Lapoutroie et Orbey. Elle est dominée par deux montagnes dont l'une est couronnée par les ruines du Schlossberg.
C'est une des 201 communes du Parc naturel régional des Ballons des Vosges, réparties sur quatre départements : les Vosges, le Haut-Rhin, le Territoire de Belfort et la Haute-Saône
Kaysersberg se situe sur la route des vins d'Alsace.

### Communes limitrophes
Les communes limitrophes sont Ammerschwihr, Fréland, Labaroche, Lapoutroie, Riquewihr, Colmar, Bennwihr, Mittelwihr et Aubure.
| Aubure             | Riquewihr            |            |
| Fréland Lapoutroie | Kaysersberg Vignoble | Mittelwihr |
| Laroche            | Ammerschwihr         | Colmar     |

### Géologie et relief
Hydrogéologie et climatologie : Système d’information pour la gestion de l’Aquifère rhénan, par le BRGM :
Territoire communal : Occupation du sol (Corinne Land Cover); Cours d'eau (BD Carthage),
Géologie : Carte géologique; Coupes géologiques et techniques,
 Hydrogéologie : Masses d'eau souterraine; BD Lisa; Cartes piézométriques.

### Hydrographie
La commune est dans le bassin versant du Rhin au sein du bassin Rhin-Meuse. Elle est drainée par la Fecht, la Weiss, le Walbach, la dérivation de Kintzheim, le Bogenbach et le Brittelbach,,.
La Fecht, d'une longueur de 49 km, prend sa source dans la commune de Metzeral et se jette  dans l'Ill à Illhaeusern, après avoir traversé 19 communes. Les caractéristiques hydrologiques de la Fecht sont données par la station hydrologique située sur la commune. Le débit moyen mensuel est de 6,03 m3/s. Le débit moyen journalier maximum est de 150 m3/s, atteint lors de la crue du 31 mars 1962. Le débit instantané maximal est quant à lui de 130 m3/s, atteint le 6 décembre 1965.

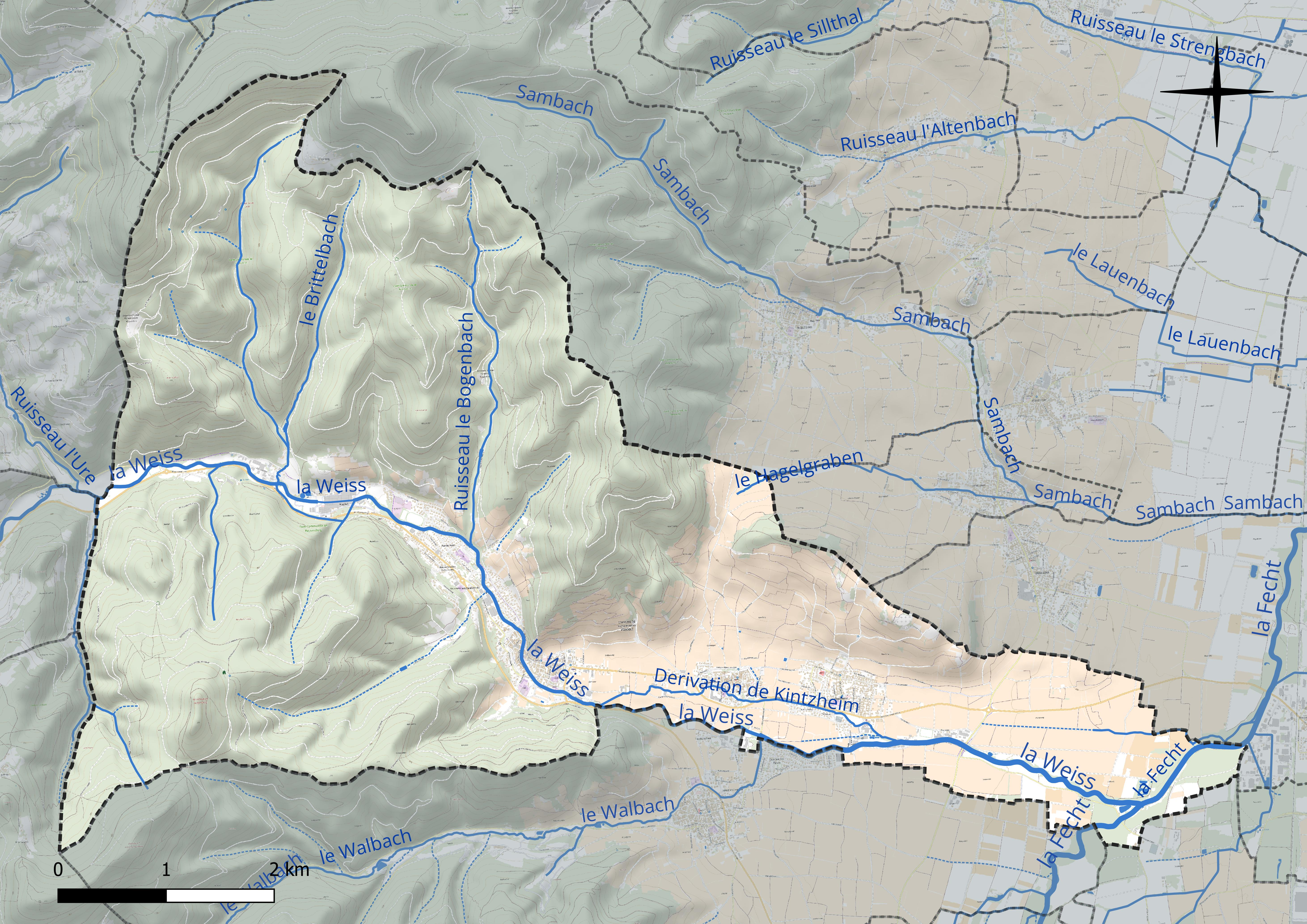
Réseau hydrographique de Kaysersberg Vignoble.

La Weiss, d'une longueur de 24 km, prend sa source dans la commune de Orbey et se jette  dans la Fecht sur la commune, après avoir traversé cinq communes. Les caractéristiques hydrologiques de la Weiss sont données par la station hydrologique située sur la commune. Le débit moyen mensuel est de 2,4 m3/s. Le débit moyen journalier maximum est de 42,1 m3/s, atteint lors de la crue du 15 février 1990. Le débit instantané maximal est quant à lui de 54 m3/s, atteint le même jour.

### Climat
Pour des articles plus généraux, voir Climat du Grand Est et Climat du Haut-Rhin.
En 2010, le climat de la commune est de type climat des marges montargnardes, selon une étude du Centre national de la recherche scientifique s'appuyant sur une série de données couvrant la période 1971-2000. En 2020, Météo-France publie une typologie des climats de la France métropolitaine dans laquelle la commune est exposée à un climat semi-continental et est dans la région climatique Vosges, caractérisée par une pluviométrie très élevée (1 500 à 2 000 mm/an) en toutes saisons et un hiver rude (moins de 1 °C).
Pour la période 1971-2000, la température annuelle moyenne est de 10,4 °C, avec une amplitude thermique annuelle de 17,2 °C. Le cumul annuel moyen de précipitations est de 926 mm, avec 10,2 jours de précipitations en janvier et 9,4 jours en juillet. Pour la période 1991-2020, la température moyenne annuelle observée sur la station météorologique de Météo-France la plus proche, « Trois-Épis_sapc », sur la commune de Turckheim à 6 km à vol d'oiseau, est de 9,8 °C et le cumul annuel moyen de précipitations est de 804,5 mm. 
La température maximale relevée sur cette station est de 35,7 °C, atteinte le 7 août 2015 ; la température minimale est de −20 °C, atteinte le 13 janvier 1987,,.
Les paramètres climatiques de la commune ont été estimés pour le milieu du siècle (2041-2070) selon différents scénarios d'émission de gaz à effet de serre à partir des nouvelles projections climatiques de référence DRIAS-2020. Ils sont consultables sur un site dédié publié par Météo-France en novembre 2022.

### Sismicité
Kaysersberg Vignoble est située en zone sismique de niveau 3 (modérée).

### Intercommunalité
Commune membre de la Communauté de communes de la Vallée de Kaysersberg.

## Urbanisme

### Typologie
Au 1er janvier 2024, Kaysersberg Vignoble est catégorisée petite ville, selon la nouvelle grille communale de densité à sept niveaux définie par l'Insee en 2022.
Elle appartient à l'unité urbaine de Kaysersberg Vignoble, une agglomération intra-départementale regroupant deux  communes, dont elle est ville-centre,,. Par ailleurs la commune fait partie de l'aire d'attraction de Colmar, dont elle est une commune de la couronne,. Cette aire, qui regroupe 95 communes, est catégorisée dans les aires de 50 000 à moins de 200 000 habitants,.

### Voies de communications et transports

#### Voies routières
- L’autoroute A35, aussi appelée autoroute des cigognes ou l'Alsacienne. Échangeur n°1 Ostheim.

#### Transports en commun
- Transports en Alsace.
- Fluo Grand Est.

La communauté de communes est devenue Autorité organisatrice de la mobilité (AOM).

##### SNCF

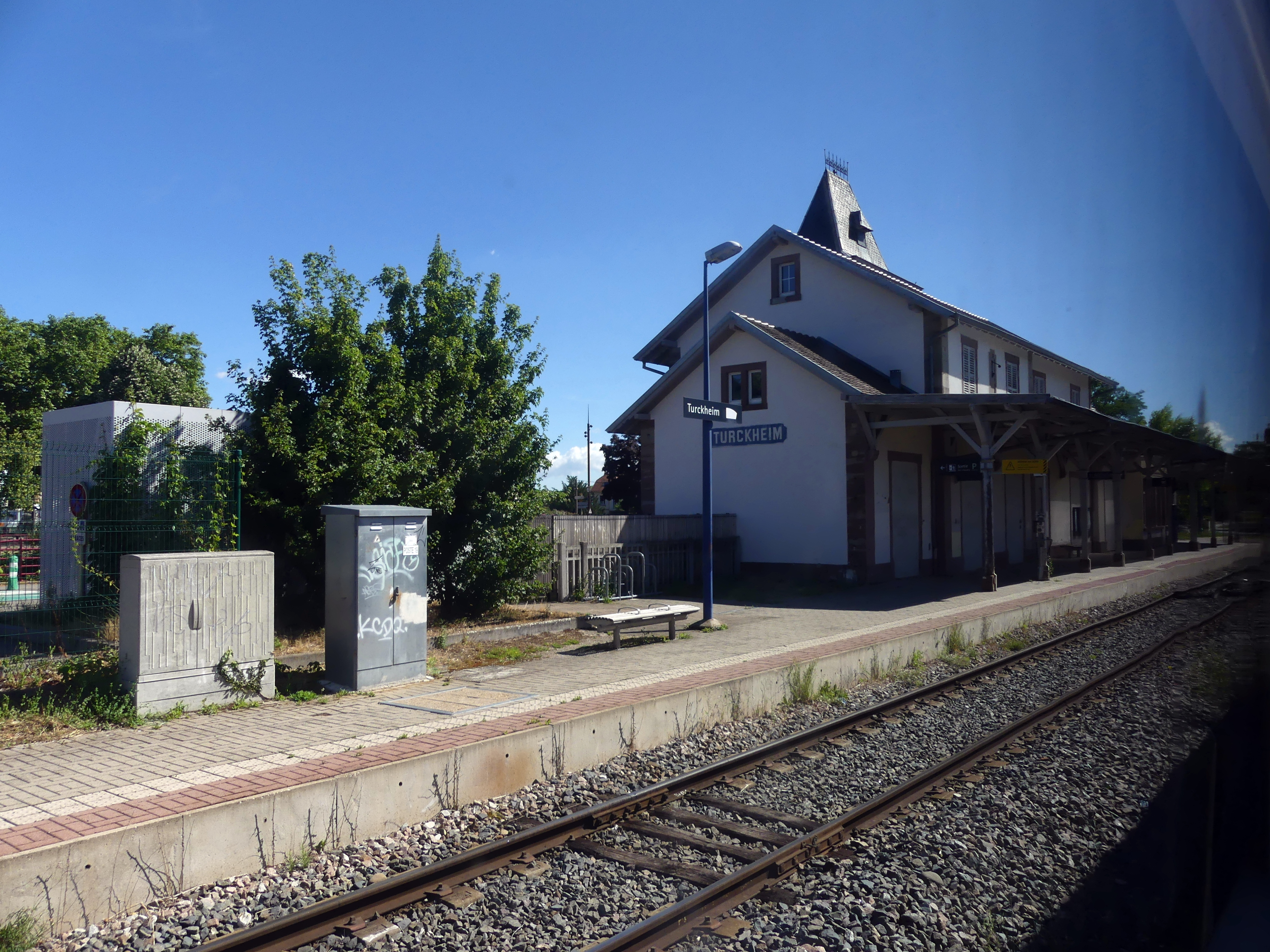
Gare de Turckheim.

- Gare de Turckheim, halte voyageurs, desservie par les trains TER Grand Est (Ligne de Colmar-Central à Metzeral).
- Gare d'Ingersheim ou d'Ingersheim-Cité-Scolaire.
- Gare de Logelbach.
- Gare de Colmar-Saint-Joseph.
- Gare de Walbach.

#### Transports aériens
L'aéroport le plus proche est l'Aéroport de Colmar - Houssen.

## Toponymie
- Keisirsberg, Caesareum castrum, 1284.
- Keysersberg, 1327.

Kaysersberg peut se traduire par la « Montagne de l'empereur »,.

## Histoire
Les trois anciennes communes de Kaysersberg, Kientzheim et Sigolsheim  ont été décorées, le 12 février 1949, de la Croix de guerre 1939-1945.
Le 29 juin 2015, les conseils municipaux des communes de Kaysersberg, Kientzheim et Sigolsheim ont décidé le regroupement de leurs communes respectives sous le nom de « Kaysersberg Vignoble ».
La nouvelle commune, créée par arrêté préfectoral du 14 juillet 2015, est entrée en vigueur au 1er janvier 2016, sous le régime juridique des communes nouvelles instauré par la loi no 2010-1563 du 16 décembre 2010 de réforme des collectivités territoriales, renforcée par la loi n° 2015-292 du 16 mars 2015.
Les trois anciennes communes sont devenues des communes déléguées et il y a un conseil municipal unique pour l'ensemble de la commune nouvelle,,.

## Politique et administration
| Période        | Période                       | Identité         | Étiquette | Qualité                                                                                               |
| -------------- | ----------------------------- | ---------------- | --------- | --- |
| 4 janvier 2016 | 27 juin 2016                  | Henri Stoll      | EELV      | Professeur informatique et gestion                                                                    |
| 27 juin 2016   | 3 juillet 2020                | Pascal Lohr      | DVD       | Entrepreneur en pompes funèbres 1er vice-président de la CC de la Vallée de Kaysersberg (2016 → 2020) |
| 3 juillet 2020 | En cours (au 19 janvier 2021) | Martine Schwartz | DVC       | Infirmière retraitée, ancienne adjointe Maire déléguée de Kientzheim (2016 → )                        |

### Budget et fiscalité 2021
En 2021, le budget de la commune de Kaysersberg-Vignoble était constitué ainsi :
- total des produits de fonctionnement : 6 700 000 €, soit 1 477 € par habitant ;
- total des charges de fonctionnement : 5 631 000 €, soit 1 241 € par habitant ;
- total des ressources d'investissement : 3 323 000 €, soit 732 € par habitant ;
- total des emplois d'investissement : 3 091 000 €, soit 681 € par habitant ;
- endettement : 4 345 000 €, soit 958 € par habitant.

Avec les taux de fiscalité suivants :
- taxe d'habitation : 9,54 % ;
- taxe foncière sur les propriétés bâties : 24,58 % ;
- taxe foncière sur les propriétés non bâties : 60,53 % ;
- taxe additionnelle à la taxe foncière sur les propriétés non bâties : 0,00 % ;
- cotisation foncière des entreprises : 0,00 %.

Chiffres clés Revenus et pauvreté des ménages en 2020 : médiane en 2020 du revenu disponible, par unité de consommation : 249 300 €.

## Économie

### Entreprises et commerces

#### Agriculture
- Culture de la vigne.

#### Tourisme
- Hébergements et restauration à Kaysersberg, Riquewihr, Katzenthal, Niedermorschwihr, Turckheim, Ammerschwihr, Labaroche, Ingersheim, Wintzenheim.

#### Commerces
- Commerces et services de proximité.

## Population et société

### Démographie

#### Évolution démographique
L'évolution du nombre d'habitants est connue à travers les recensements de la population effectués dans la commune depuis sa création.

En 2022, la commune comptait 4 391 habitants, en évolution de −4,56 % par rapport à 2016 (Haut-Rhin : +0,66 %, France hors Mayotte : +2,11 %).
| 2018  | 2022  |
| ----- | ----- |
| 4 444 | 4 391 |

#### Pyramide des âges
|                           | 1968  | 1975 | 1982  | 1990  | 1999  | 2008  | 2013  | 2018  |
| ------------------------- | ----- | ---- | ----- | ----- | ----- | ----- | ----- | ----- |
| Population                | 4775  | 4752 | 4464  | 4619  | 4489  | 4702  | 4634  | 4444  |
| Densité moyenne (hab/km²) | 134,7 | 134  | 125,9 | 130,3 | 126,6 | 132,6 | 130,7 | 125,4 |

| Nom                 | Code Insee | Intercommunalité               | Superficie (km2) | Population (dernière pop. légale) | Densité (hab./km2) |
| ------------------- | ---------- | ------------------------------ | ---------------- | --------------------------------- | ------------------ |
| Kaysersberg (siège) | 68162      | CC de la Vallée de Kaysersberg | 24,82            | 2 701 (2013)                      | 109                |
| Kientzheim          | 68164      | CC de la Vallée de Kaysersberg | 4,83             | 738 (2013)                        | 153                |
| Sigolsheim          | 68310      | CC de la Vallée de Kaysersberg | 5,80             | 1 195 (2013)                      | 206                |

### Santé
Professionnels et établissements de santé :
- Médecins à Kaysersberg, Ammerschwihr, Labaroche, Ingersheim, Fréland, Riquewihr, Mittelwihr, Turckheim, Orbey, Beblenheim, Lapoutroie.
- Pharmacies à Kaysersberg, Ammerschwihr, Labaroche, Ingersheim, Riquewihr, Turckheim, Orbey, Lapoutroie, Wintzenheim, Ostheim, Ribeauvillé, Eguisheim, Wihr-au-Val, Colmar.
- Hôpitaux à Kaysersberg, Ammerschwihr, Fréland, Turckheim, Orbey, Lapoutroie, Ribeauvillé, Colmar.
- Groupement hospitalier de territoire Basse-Alsace Sud-Moselle.

### Cultes
- Culte catholique, Communauté de paroisses Au Pied du Galtz[42], Diocèse de Strasbourg.
- Culte protestant, Paroisses de Mittelwihr – Kaysersberg[43].

### Enseignement
Établissements d'enseignement, :
- École maternelle Bristel (Kaysersberg) ;
- École primaire les Hirondelles (Sigolsheim);
- Groupe scolaire Jean-Geiler (Kaysersberg) ;
- Groupe scolaire des Crécelles (Kientzheim) ;
- Collège Albert-Schweitzer (Kayersberg) ;
- Kientzheim a abrité le lycée Seijo de 1986 à 2005[46]. Le Centre européen d’études japonaises (CEEJA, アルザス・欧州日本学研究所 Aruzasu Ōshū Nihongaku Kenkyūsho) occupe l'ancien lycée[47].

## Culture locale et patrimoine

### Lieux et monuments

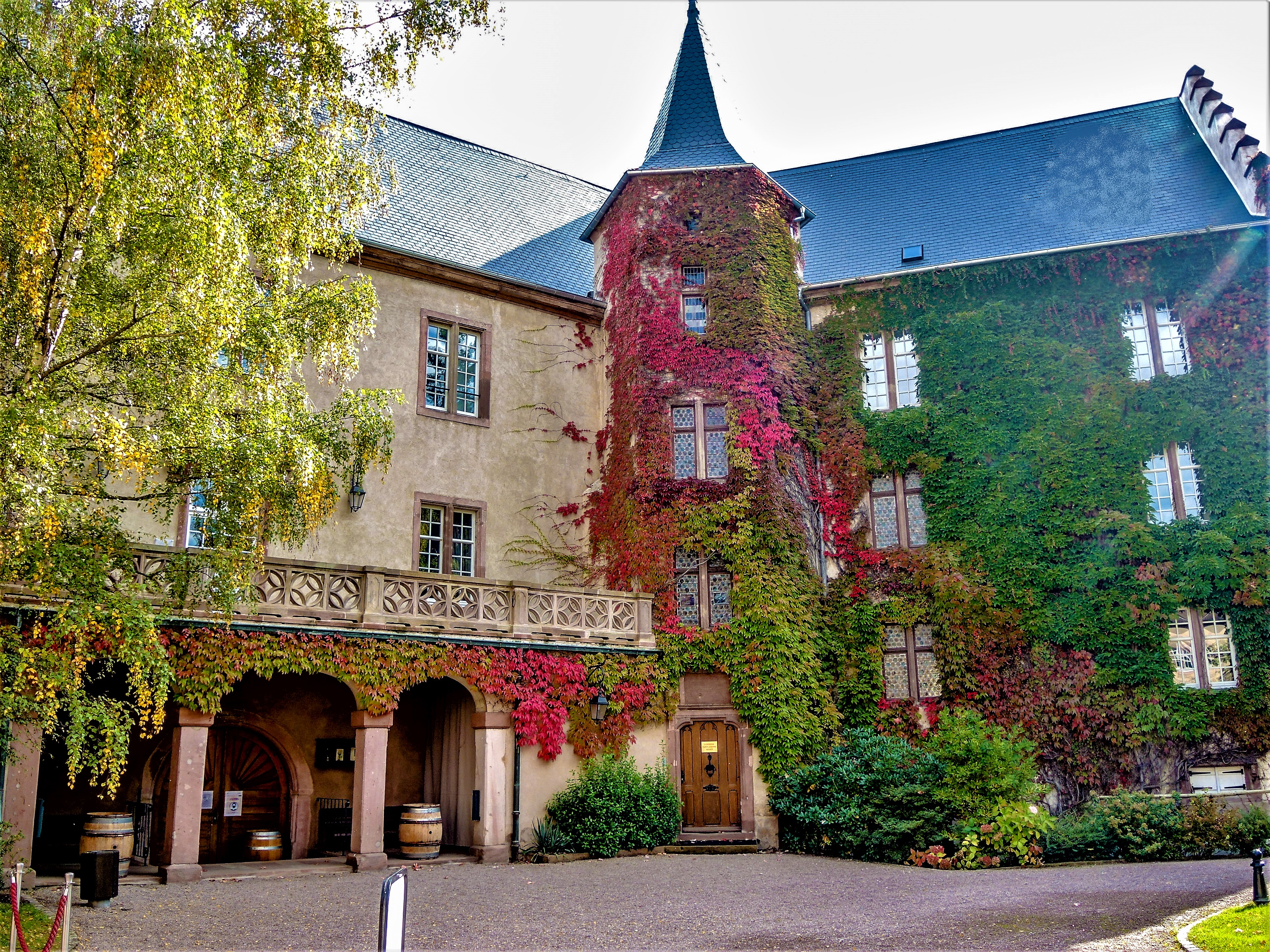
L'ancien château de Lupfen-Schwendi de la Confrérie de Saint-Étienne, vu de la cour intérieure.

Parmi les lieux remarquables de "Kaysersberg Vignoble", on peut noter :

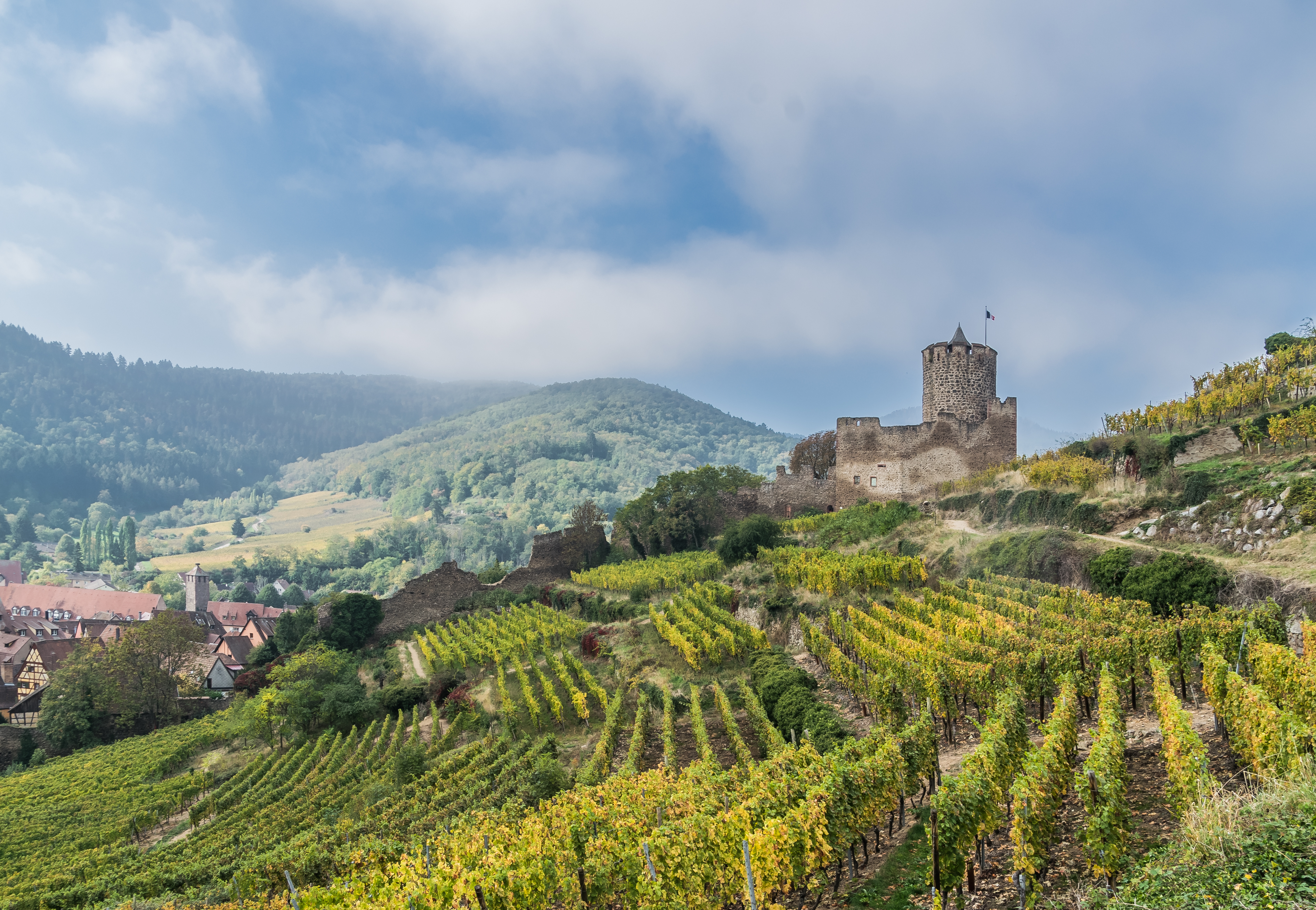
Le schlossberg est un ancien château fort du XIIIe siècle, de nos jours ruiné, dont les vestiges se dressent sur la commune de Kaysersberg.

Ancienne commune de Kaysersberg :
Ancienne bâtisse du Clos des Capucins, située sur le chemin des Capucins entre Kaysersberg et Kientzheim, actuellement occupé par le Domaine Weinbach.
Ancienne commune de  Kientzheim :
Musée du vignoble et des vins d'Alsace, dans le château de la Confrérie de Saint-Étienne.

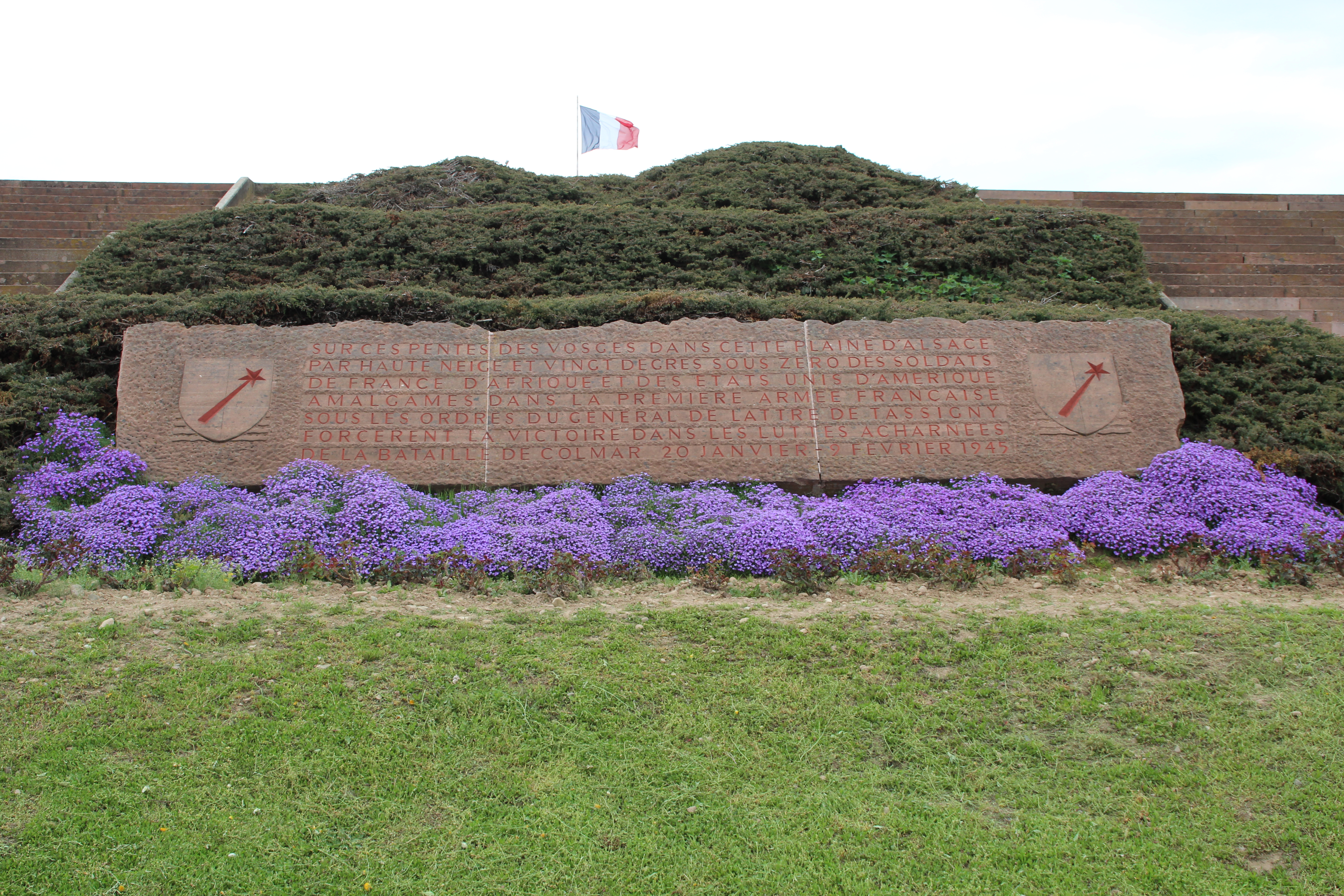
Nécropole nationale de Sigolsheim.

Ancienne commune de Sigolsheim :

### Personnalités liées à la commune
- Anthony Bourdain, animateur de télévision américain, mort à Kaysersberg le 8 juin 2018
- Albert Schweitzer, théologien, musicien, philosophe et médecin, prix Nobel de la paix en 1952, né à Kaysersberg le 14 janvier 1875. Un musée de la ville est consacré à son œuvre hospitalière à Lambaréné (Gabon), le musée Albert-Schweitzer. Il a été aménagé dans la maison natale du médecin et un édifice mitoyen.
- Paul Mathéry (1907-1944), personnalités liées à la commune de Sigolsheim, Résistant et Juste parmi les nations, qui fut secrétaire de mairie à Chelles, Vaires-sur-Marne et Avon (Seine-et-Marne) et dont l'histoire a inspiré le film Au revoir les enfants de Louis Malle. Il fut déporté à Mauthausen en Autriche.

Voir le détail de l'ensemble des personnalités liées aux 3 anciennes communes, dans les articles spécifiques de Kaysersberg, Kientzheim, Sigolsheim.
- André Raess, évêque de Strasbourg, né en 1794 à Sigolsheim et décédé en 1887 ;
- Charles le Téméraire (1433-1477) Duc de Bourgogne de la Maison de Valois. Il a séjourné à Kientzheim durant le Noël 1473[49].

## Pour approfondir